# スエ
スエ（朝: 수애、1979年9月16日- ）は、韓国の女優。本名はパク・スエ（박수애）。身長168cm、体重46kg、血液型A型。スリーサイズB84cm-W61cm-H89cm。「涙の女王」といえば日本ではチェ・ジウが有名だが、韓国ではスエのことを指す。

## 略歴
2002年にテレビドラマ『初恋』で本格的に女優デビュー。元々はアイドル歌手希望で、3人組ダンスグループとして6か月間レッスンに励んでいたが、グループ解散となり、歌手から俳優に進路を変更した。ドラマ『ラブレター』で初主演を果たし、視聴者から人気を得た。2004年に『ファミリー』でスクリーンデビューを果たし、青龍映画賞の新人女優賞を受賞。2009年の『あなたは遠いところに』では大鐘賞の主演女優賞を受賞した。

## 主な出演

### テレビドラマ
- 初恋（2002年）
- 片思い（2002年、MBC）
- メン家の全盛時代（2002年-2003年、MBC） - ホ・ジュヨン役
- ラブレター（2003年、MBC） - チョ・ウナ役
- メリーゴーランド（2003年-2004年、MBC） - ソン・ジンギョ役
- 4月のキス（2004年、KBS2） - ソン・チェウォン役
- 海神（2004年-2005年、KBS2） - チョンファ役
- 9回裏2アウト（2007年、MBC） - ホン・ナニ役
- ATHENA -アテナ-（2010年-2011年、SBS） - ユン・ヘイン役
- 千日の約束（2011年、SBS） - イ・ソヨン役
- 野王〜愛と欲望の果て〜（2013年、SBS） - チュ・ダヘ役
- 仮面（2015年、SBS） - ピョン・ジスク／ソ・ウナ役
- ウチに住むオトコ（2016年、KBS） - ホン・ナリ役
- 工作都市～欲望のワルツ～（2021-2022年、JTBC）-ユン・ジェヒ役

### 映画
- ファミリー（2004年）
- ウエディング・キャンペーン（2005年）
- 夏物語（2006年）
- あなたは遠いところに（2008年）
- 炎のように蝶のように（2009年）
- ミッドナイトFM（2010年）
- 風邪（2013年）
- プロミス ～氷上の女神たち～ (2016年)

## 受賞歴
- 第25回青龍映画賞新人女優賞（ファミリー）
- 第46回大鐘賞女優主演賞（あなたは遠いところに）